# Leptocometes spinipennis
Leptocometes spinipennis es una especie de escarabajo longicornio del género Leptocometes, tribu Acanthocinini, subfamilia Lamiinae. Fue descrita científicamente por Bates en 1885.

## Descripción
Mide 6,37-9 milímetros de longitud.

## Distribución
Se distribuye por Panamá.